# Adrien Sibomana
Adrien Sibomana (ur. 4 września 1953 w Bukeye) – burundyjski polityk, działacz społeczny i nauczyciel, w latach 1988–1993 minister planowania i premier Burundi.

## Życiorys
Należy do grupy etnicznej Hutu. Na Uniwersytecie Burundi w Bużumburze ukończył studia z fizyki i matematyki. Został członkiem Unii na rzecz Postępu Narodowego. Od października 1982 do 3 września 1987 pozostawał wiceprzewodniczącym parlamentu. Od stycznia 1983 był szefem Towarzystwa Przyjaźni Burundi-ZSRR. Od 19 września 1987 do października 1988 był gubernatorem prowincji Muramvya.
10 lipca 1988 powołany na reaktywowane stanowisko premiera przez prezydenta Pierre'a Buyoyę, wywodzącego się z Tutsi i chcącego pozyskać dla siebie przychylność Hutu. Został pierwszym szefem rządu z Hutu od 1965. Sprawował jednocześnie stanowisko ministra planowania. 19 października 1993 zakończył pełnienie funkcji. Po zakończeniu wojny domowej pracował w organizacjach zajmujących się rolnictwem.